# Ichthyophis paucisulcus
Espèce
Statut de conservation UICN

 LC  : Préoccupation mineure
Ichthyophis paucisulcus est une espèce de gymnophiones de la famille des Ichthyophiidae.

## Répartition
Cette espèce se rencontre sur les îles de Nias et de Sumatra en Indonésie et à Singapour.

## Publication originale
- Taylor, 1960 : On the caecilian species Ichthyophis glutinosus and Ichthyophis monochrous, with description of related species. University of Kansas Science Bulletin, vol. 40, no 4, p. 37-120 (texte intégral).